# 1X Band
1x Band je glazbeni sastav koji je Sloveniju prvi put predstavljao na Pjesmi Eurovizije 1993. Njihov pjevač, Cole Moretti, otpjevao je pjesmu Tih deževen dan, koja je završila na 22. mjestu.
Sastav je djelovao od 1991. do 1997. Za to vrijeme izdali su dva CD-a sa ZKP RTV Slovenija i maxi-singl s Jupiter records (Njemačka). Nastupili su i na Mak-festu u Sj. Makedoniji 1993. godine.